# Zaplevelující rostlina
Zaplevelující rostlina je kulturní rostlina (plodina) vyskytující se na pozemku proti vůli pěstitele. Za normálních okolností je její přítomnost žádána za účelem tvorby výnosu. Vyskytuje-li se však na pozemku proti vůli pěstitele, tvoří nežádoucí příměs v pěstované kultuře. Za těchto okolností ji považujeme za plevelnou rostlinu (zaplevelující rostlinu). 
Rozdíl mezi plevelem a zaplevelující rostlinou je v tom, že plevelem se rozumí nekulturní (plané) druhy rostlin; zaplevelující rostlinu chápeme jako jedince kulturního druhu rostliny, jenž se vyskytl „v nesprávný čas na nesprávném místě“. V širším slova smyslu můžeme zaplevelující rostlinu zahrnout do termínu plevel.
Typickou zaplevelující rostlinou je například řepka, slunečnice, mák, ozimé obilniny.